# Bahnhof Horka Gbf
Der Bahnhof Horka Gbf („Horka Güterbahnhof“) ist eine Betriebsstelle der Bahnstrecke Węgliniec–Roßlau (Elbe) und der hier abzweigenden Nebenbahn nach Rothenburg (Oberlausitz). Er liegt auf dem Gebiet der Gemeinde Horka in Sachsen. Horka Gbf ist Grenzbahnhof im Güterverkehr mit der Republik Polen, Anlagen des Reiseverkehrs existieren nicht.
2024 verkehrten 11.000 internationale Güterzüge über den Bahnhof Horka Gbf von und nach Wegliniec.

## Geschichte
Eine Ladestelle bestand bei Horka schon zur Betriebseröffnung am 1. Juni 1874. Die Verbindungsbahn zur Bahnstrecke Berlin–Görlitz besteht seit dem 1. Juli 1880. 
Seine heutige Ausdehnung erhielt der Güterbahnhof in den Jahren 1905 bis 1907 im Rahmen des zweigleisigen Ausbaus der Strecke Kohlfurt–Roßlau. Damals entstand auch ein Ablaufberg, um Züge auflösen und neu bilden zu können. Die 1907 eröffnete Kleinbahn Horka–Rothenburg–Priebus war über ein kurzes, ausschließlich dem Güterverkehr dienendes Verbindungsgleis an den Bahnhof angebunden.
Nach dem Zweiten Weltkrieg lag der Bahnhof unmittelbar an der neu gezogenen Oder-Neiße-Grenze zur Volksrepublik Polen. Die Deutsche Reichsbahn nutzte den Bahnhof fortan als Grenzbahnhof, an dem die Zugübergaben im Güterverkehr von und zur Polnischen Staatsbahn (PKP) abgewickelt wurden. Neben den Zollkontrollen fanden in Horka Gbf auch die Lokomotivwechsel zwischen beiden Bahnverwaltungen statt. Bemerkenswert war das Gleisdreieck im Winkel der Strecken nach Rothenburg und Węgliniec, das wegen des Fehlens einer Drehscheibe zum Wenden der Schlepptenderlokomotiven diente.
Im Jahr 1976 wurden in Horka Gbf täglich 14 grenzüberschreitende Güterzüge in beiden Richtungen abgefertigt. Eine besondere Situation entstand während der Zeit des Kriegsrechts in Polen (1981–1983). Bis 1986 wurden sämtliche Züge mit DR-Lokomotiven von und nach Węgliniec gefahren.
Mit dem Beitritt der Republik Polen zur Europäischen Union (2004) und dem damit verbundenen Wegfall der Zollkontrollen verlor der Bahnhof seine besondere Funktion im grenzüberschreitenden Verkehr. Lediglich die Lokomotivwechsel finden noch statt.
Die Hochbauten des Bahnhofes sind denkmalgeschützt. Empfangsgebäude, Wasserturm und Lokomotivschuppen sind eisenbahngeschichtlich und ortshistorisch von Bedeutung.